# AS Melfi
Associazione Sportiva Melfi, włoski klub piłkarski, mający swą siedzibę w Melfi. Klub został założony w 1929 roku. Melfi w sezonie 2007/2008 gra w Serie C2/C. Barwy klubowe to żółty i zielony.